# Tupá
Tupá (Hongaars: Kistompa) is een Slowaakse gemeente in de regio Nitra, en maakt deel uit van het district Levice.
Tupá telt 610 inwoners.